# Gerhard Tittel
Gerhard Tittel (* 13. Mai 1937 in Vielau in Sachsen) ist ein deutscher Komponist und Dirigent.

## Leben
Gerhard Tittel arbeitete zunächst als technischer Zeichner in Zwickau. Danach studierte er von 1958 bis 1964 Violine bei Otto Klinge und Komposition bei Günter Kochan an der Deutschen Hochschule für Musik Berlin. 1966 wurde er Dozent, 1981 Professor für Komposition und Tonsatz und Fachabteilungsleiter ebenda. Von 1977 bis 1992 mitbegründete und leitete er das Jugendsinfonieorchester Berlin.

## Schüler
Zu Tittels Kompositionsschülern gehörten Hans Boll (1970–1974), Klaus Martin Kopitz (1975–1980) und Ellen Hünigen (1984–1989).

## Auszeichnungen
- 1967: Ernst-Zinna-Preis der Stadt Berlin
- 1972: Kunstpreis des FDGB (für die sinfonische Komposition Weltall, Erde, Mensch und die Kantate Wissen und Macht)
- 1972: Hanns-Eisler-Preis (für sein Erstes Klavierkonzert)
- 1987: Kunstpreis der DDR
- 2001: Bundesverdienstkreuz am Bande

## Werke (Auswahl)
- Klaviersuite (1966)
- Musik für Streichorchester (1967)
- Dialoge für Klavier zu 4 Händen (1968)
- Konzert für Klavier und Orchester (1971)
- Quartettino für vier Trompeten (1971) – Musikverlag Friedrich Hofmeister[2]